# Leioproctus melanoproctus
Leioproctus melanoproctus är en biart som beskrevs av Michener 1965. Leioproctus melanoproctus ingår i släktet Leioproctus och familjen korttungebin. Inga underarter finns listade i Catalogue of Life.